# Виноробство в Намібії

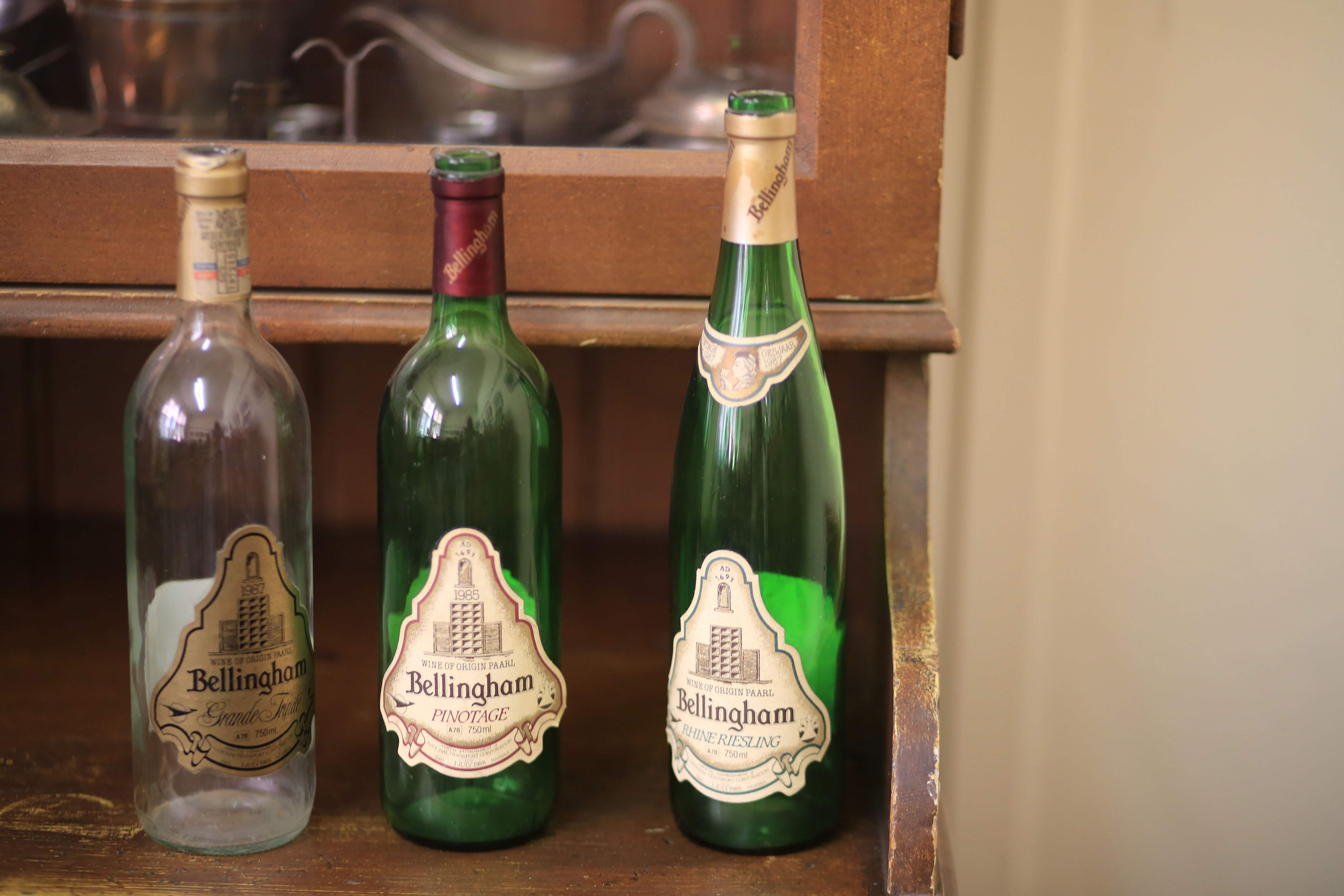
Пляшки пінотажу

Намібійське вино виробляють у невеликих кількостях кілька виноробних підприємств.   Виробництво вина в Намібії розширюється, але виноград, вирощений у країні, здебільшого призначений для використання як столовий виноград та експортується до Європи,  а не для вина. Однією з проблем виноградарства в Намібії є те, що в країні досить сухо, а це означає, що необхідний полив. Намібія знаходиться ближче до екватора, ніж традиційне (але зараз оскаржуване) правило "30-50 градусів широти" великих пальців районів, придатних для виробництва вина.

## Ранні події
Історія виробництва намібійського вина розпочалася в 1884 році з колонізації Намібії Німеччиною. Тому перші виноградники в Намібії були висаджені німецькими римо-католицькими священиками в кінці XIX століття. Їх вирощували в гірських долинах передмістя Кляйн Віндгук у столиці Віндгуку. Вони виробляли біле вино та міцний шнапс на ім’я "Katholischer". Виробництво було зупинено наприкінці 1960-х років, коли помер останній виноробний священик. 

## Новіші розробки
В 1990 році після приняття незалежності Намібії  відбулося кілька подій. Плантації столового винограду проходили вздовж річки Оранж у південній частині країни.  Виробництво дрібного виноробства було започатковане в 1990 році Гельмутом Клуге в місті Омаруру . Він вирощував сорти Коломбар та Рубі Каберне у своєму сюжеті під назвою Kristall Kellerei [Архівовано 17 січня 2021 у Wayback Machine.] . Сусідній винзаводErongo Mountain Winery [Архівовано 7 січня 2021 у Wayback Machine.]  виробляє різноманітні вина з європейського винограду.
Аллен Уокен-Девіс у 1990-х роках розпочав виноградарство з виноградною лозою Шираз на своїй фермі Neuras [Архівовано 19 січня 2021 у Wayback Machine.] на півдні Намібії, поблизу Мальтахьое.
У 1997 році Бертус Босхофф посадив перші виноградні лози на своїй фермі, Тоннінггі, в горах Отаві. Він вирощує сорти Шираз,  Каберне, Совіньон, Віоньє, а також невеликі площі Пінотаж та Мурведр.
У 2003 році сім'ї Шульц та Еврард придбали ферму за 2 км від доктора Бошоффа. В 2004 році вони посадили виноград Каберне Совіньйон, Шираз, Віоньє, Мурведр, Шардоне іТемпранільо.